# ماء قمري

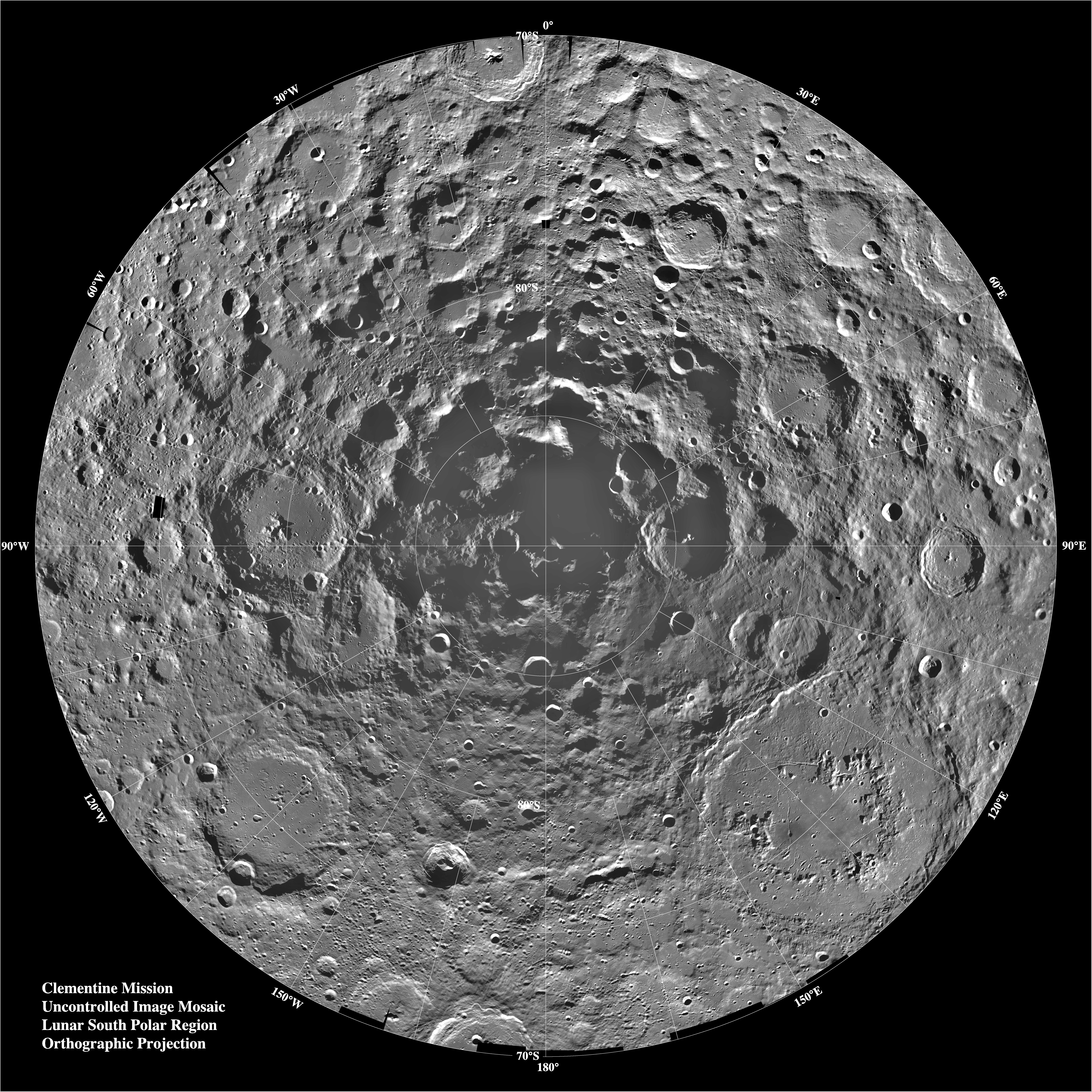
صورة مركبة للمنطقة القطبية الجنوبية من القمر التقطتها ناسا. مجس كليمنتاين لمدة يومين قمريين. المناطق المظللة بشكل دائم ربما تخفي جليدا مائيا.

الماء القمري (بالإنجليزية: Lunar water)‏: هو الماء الموجود على القمر. لا يمكث الماء السائل على سطح القمر، وينحل بخار الماء بفعل ضوء الشمس، إذ يُفقد الهيدروجين سريعًا في الفضاء الخارجي. اعتقد العلماء منذ ستينيات القرن الماضي أن الماء المثلج يمكنه المكوث في المناطق الباردة من القمر، مثل الفوهات الظليلة عند قطبي القمر. وجدت جزيئات الماء أيضًا في طبقة رفيعة من الغازات فوق سطح القمر.
قد يوجد الماء ومجموعة الهيدروكسيل المرتبطة به (-OH) في شكل مركبات كيميائية مثل الهيدرات والهيدروكسيد المرتبطة بالمعادن القمرية (بدلًا من الوجود في حالة الماء الحر)، ويؤيد الدليل هذا الافتراض بقوة في حالة التركيزات المنخفضة على أغلب سطح القمر. من المحسوب وجود تركيزات ضئيلة تتراوح بين 10 إلى 1000 جزءًا من المليون. تراكمت القرائن حول وجود جليد حر في قطبي القمر أثناء النصف الثاني من القرن العشرين من مختلف الأرصاد المقترحة لوجود الهيدروجين.
هبط مسبار لونا 24 السوفيتي في 18 أغسطس عام 1976 على بحر الشدائد، وأخذ عينات من أعماق 118 و143 و184 سم من الثرى القمري إلى الأرض. أفاد التقرير المنشور في فبراير عام 1978 أن هذه العينات احتوت على نسبة 0.1% ماء من كتلتها. أظهرت القياسات الطيفية حدودًا دنيا تتراوح بين 3 أو 5 أو 6 ميكرون من ناحية نطاق التكافؤ التذبذبي لجزيئات الماء، وتزيد شدتها عن ضعف أو ثلاثة أضعاف مستوى التشويش.
عثر مسبار شاندرايان 1 التابع لمنظمة البحوث الفضائية الهندية، عن طريق مخطط المعادن القمرية التابع لوكالة ناسا، في 24 سبتمبر عام 2009، على سمات امتصاصية تقترب من 2.8-3.0 ميكرون على سطح القمر. وبالنسبة للأجسام السيليكية تُنسب تلك السمات إلى المعادن الحاملة لمجموعة هيدروكسيل أو المعادن الحاملة للماء. أكدت وكالة ناسا في أغسطس عام 2018 أن مخطط المعادن القمرية أظهر جليدًا على سطح قطبي القمر.
ربما وصل الماء للقمر على مدى زمني جيولوجي بالتراشق المنتظم للمذنبات أو الكويكبات أو النيازك الحاملة للماء، أو يُنتج بصورة مطردة موضعيًا بأيونات الهيدروجين (البروتونات) في الرياح الشمسية المصطدمة بالمعادن الحاملة للأكسجين.
جذب البحث عن الماء القمري انتباه العديد من البعثات القمرية؛ بسبب فائدة الماء في إطالة مدة الإقامة على القمر.

## تاريخ الأرصاد

### القرن العشرون

#### برنامج أبولو
اقترح باحثو كالتيك كينيث واتسون وبروس موري وهاريسون براون -للمرة الأولى- إمكانية وجود الجليد على أسطح الفوهات القمرية القطبية، وذلك في عام 1961. اعتُبرت النزر المائية الموجودة في الصخور القمرية التي جمعها رواد فضاء أبولو ناتجةً من أثر التلوث، بافتراض أن غالبية السطح القمري جاف تمامًا. ولكن أظهرت دراسة في عام 2008، على عينات الصخور القمرية، دليلًا على وجود جزيئات الماء في حبيبات الغاز البركاني.
كان الدليل الأول عن بخار الماء بالقرب من القمر نتيجة تجربة كاشف الأيونات فوق الحراري، في جزء من تجارب أبولو على سطح القمر التابعة لأبولو 14، وذلك في 7 مارس عام 1971. رُصدت سلسلة من أيونات بخار الماء بأدوات مطياف الكتل على سطح القمر بالقرب من موقع هبوط أبولو 14.

#### لونا 24
نشر العلماء السوفيت -م. أخامانوفا، وب. ديمينتيف، وم. ماركوف، من معهد فيرنادسكي للكيمياء الأرضية والكيمياء التحليلية- ورقة علمية في فبراير عام 1978، يدعون فيها الكشف عن الماء يقينًا. أظهرت الدراسة أن العينات الواردة من القمر إلى الأرض، عن طريق المسبار السوفيتي لونا 24، احتوت على نسبة 0.1% من كتلتها من الماء، ووجد مطياف امتصاص الموجات تحت الحمراء (عند طول موجي 3 ميكرومتر)، بمستوى كشف يفوق الحد الأدنى بعشر مرات.

#### كليمنتين
وردت إحدى الأدلة على وجود الجليد على القمر في عام 1994 من مسبار كليمنتين العسكري التابع للولايات المتحدة الأمريكية. وفي تحقيق معروف باسم «تجربة الرادار الازدواجي»، استخدم كليمنتين ناقله الخاص لإرسال موجات الراديو إلى المناطق المظلمة في القطب الجنوبي للقمر. كُشفت أصداء تلك الموجات عن طريق هوائيات الطبق الكبير لشبكة ناسا لمراقبة الفضاء العميق على الأرض. توافقت قوة هذه الأصداء واستقطابها مع سطح جليدي لا صخري، لكن النتيجة لم تكن حاسمة، وكانت أهميتها محل تساؤل. استُخدمت القياسات الرادارية المبنية على الأرض للتعرف على المناطق دائمة الظلال، التي يُحتمل احتواؤها على الجليد القمري: قُدرت المساحة الكاملة للمناطق القطبية الظليلة عند خط عرض 87.5 درجة بنحو 1030 و2550 كيلو متر مربع (400 و980 ميل مربع) للقطبين الشمالي والجنوبي على الترتيب. اقترحت المحاكاة الحاسوبية المتضمنة للتضاريس الإضافية أن هناك منطقة تصل مساحتها إلى 14 ألف كيلومتر مربع (5400 ميل مربع) قد تكون دائمة الظلال.

#### لونار بروسبكتر
أطلق مسبار لونار بروسبكتر في عام 1998، موظفًا مطيافًا نيترونيًا لقياس كمية الهيدروجين في الثرى القمري بالقرب من المناطق القطبية. استطاع المسبار الكشف عن وفرة الهيدروجين وتحديد موقعه خلال 50 جزء من المليون، والكشف عن تركيزات الهيدروجين المنشطة في القطبين القمريين الشمالي والجنوبي. فُسرت هذه الأرصاد بإشارتها لاحتمالية وجود كميات من الجليد المحجوز بصورة دائمة في الفوهات القمرية الظليلة، ولكنها قد تشير أيضًا إلى جذر الهيدروكسيل المرتبطة كيميائيًا بالمعادن. قدر علماء ناسا، بناءً على بيانات كليمنتين ولونار بروسبكتر، أن الماء القمري إذا كان موجودًا، فإن كميته الكلية تُقدر بنحو 1-3 كيلومتر مكعب (0.24-0.72 ميل مكعب). في نهاية بعثته في يوليو عام 1999، نُقل لونار بروسبكتر عمدًا إلى فوهة شوميكر، بالقرب من القطب الجنوبي القمري، على أمل تحرير كميات يمكن الكشف عنها من الماء. لكن الأرصاد المطيافية من التليسكوبات الأرضية لم تظهر علامة طيفية عن الماء.

### القرن الحادي والعشرون

#### ديب إمباكت
أسفرت أرصاد سفينة الفضاء ديب إمباكت عن القمر في 2005 عن بيانات مطيافية غير حاسمة، تقترح تلك البيانات وجود الماء على القمر. أظهرت أرصاد رادار مرصد أرسيبو في عام 2006 أن الأرصاد الواردة عن كليمنتين القريب من القطب -والتي ادعت سابقًا وجود الجليد- قد تكون متعلقة بالصخور الملفوظة من الفهوات الصغيرة. وإذا كان ذلك صحيحًا، فإنه يشير إلى أن نتائج النيوترون من لونار بروسبكتر كانت من الهيدروجين في أشكال أخرى غير الجليد، مثل جزيئات الهيدروجين الحبيسة أو المواد العضوية. وعلى أي حال، لا تستبعد تفسيرات نتائج أرسيبو وبياناته إمكانية وجود الجليد بصورة دائمة في الفوهات الظليلة. نجحت مركبة ديب إمباكت الفضائية -التابعة لوكالة ناسا في يونيو عام 2009 والتي أعيد تصميمها باسم إيبوكسي- في الحصول على المزيد من القياسات الحاسمة عن الهيدروجين الحبيس أثناء رحلة قمرية أخرى.

#### كاغويا
في إطار برنامج استكشاف القمر الياباني، عن طريق المسبار الياباني كاغويا (سيلين)، المطلق في سبتمبر عام 2007، في بعثة استمرت لمدة 19 شهرًا، لإجراء أرصاد مطيافية بأشعة غاما من مدار يمكن من خلاله قياس وفرة عدد من العناصر على سطح القمر. فشلت مجسات التصوير عالية الوضوح في مسبار كاغويا الياباني في الكشف عن أي علامة للجليد في الفوهات الظليلة دائمة الوجود حول القطب الجنوبي للقمر، وانتهت مهمتها ببعثها إلى السطح القمري لدراسة محتويات المقذوفات الغبارية.